# Charles Tannock
Charles Tannock, né le 25 septembre 1957 à Aldershot, est un homme politique britannique, membre du Parti conservateur.
Il est député européen de 1999 à 2019.